# مسجد اسفهرود
مسجد اسفهرود مربوط به دوره تیموریان است و در شهرستان بیرجند، روستای اسفهرود واقع شده و این اثر در تاریخ ۱۹ اسفند ۱۳۸۰ با شمارهٔ ثبت ۴۹۵۴ به‌عنوان یکی از آثار ملی ایران به ثبت رسیده است.